# Caciques de Humacao
O Caciques de Humacao é um clube profissional de basquetebol situada na cidade de Humacao, Porto Rico que disputa atualmente a BSN. Manda seus jogos no Arena Humacao com capacidade para 8.000 espectadores.